# Технократія (політологія)
Технокра́тія (грец. τέχνη, «майстерність» + грец. κράτος, «влада») — ідеологія створення меритократичного суспільства, де влада належить науково-технічним спеціалістам та суспільству, створеному на її основі. Ця система явно контрастує з представницькою демократією, уявленням про те, що обрані представники повинні бути головними особами, що приймають рішення в уряді, хоча це не обов'язково передбачає усунення обраних представників. Особи, що ухвалюють рішення, обираються на основі спеціалізованих знань та результатів діяльності, а не політичних приналежностей чи парламентських навичок.
Термін технократія спочатку використовувався для позначення застосування наукового методу до розв'язання соціальних проблем. Увагу можна було б звертати на стійкість в межах ресурсної бази, а не грошовій прибутковості, щоб забезпечити безперервне функціонування всіх соціально-промислових функцій. У найбільш крайньому розумінні технократія — це цілий уряд, що працює для вирішення технічних чи інженерних проблем, і переважно використовує гіпотези. У звичайному розумінні технократія — це будь-яка частина бюрократії, якою керують громадські технологи. Уряд, в якому обрані посадові особи призначають експертів та професіоналів для управління окремими урядовими функціями та рекомендують законодавство, можна вважати технократичним. Деякі вживання цього слова стосуються форми меритократії, де потребуються тільки найталановитіші люди, та нібито без впливу інтересів певних груп. Критики припускають, що «технократичний розрив» випробовує моделі демократії з більшою кількістю учасників, описуючи ці розбіжності як «прогалини в ефективності, що зберігаються між керівними органами, що застосовують технократичні принципи, та представниками широкої громадськості, що мають на меті внести свій внесок у прийняття урядових рішень».

## Плюси Технократичного уряду
Коли урядують експерти, вони мають меншу підвладність політичній кон'юнктурі. Політична ієрархія партії має на багато менше важелів, щоб на таку людину впливати. Те саме можна сказати про олігархічні впливи, хоча їх може бути складніше відслідкувати.
Так збільшуються шанси того, що міністр чи керівник уряду ухвалюватимуть рішення не з огляду на чиїсь інтереси, а зважаючи на об'єктивні виклики тієї чи іншої сфери та потребу їх розв'язувати.
У разі створення технократичного або понадпартійного уряду ми будемо менше залежати від політичних перипетій у парламенті — говорить у коментарі Андрій Бойцун, директор з досліджень Центру економічної стратегії.
У сучасних українських умовах це може дозволити уникнути сценарію перевиборів і відповідно забезпечити стабільність в короткотерміновій перспективі — додає він

## Мінуси технократичного уряду
Головний мінус технократії — дефіцит демократичної легітимності.[джерело?] Демократія передбачає дуже детальний політичний процес, коли партії, які перемагають на виборах, формують уряд. І тому у класичному демократичному уряді посади міністрів є політичними, а не технократичними, бо представники партії, яка перемогла на виборах мають здійснювати політику, яку вони обіцяли виборцям, і нести відповідальність за успіх чи неуспіх цієї політики.
- Якщо ж урядують технократи, тобто віддалені від політики експерти , за яких виборці не голосували, хто дає гарантію їхньої підзвітності виборцям?
- Хто дає гарантію, що політичні сили (наприклад, коаліція) підтримають дії віддаленого від політики технократичного уряду — наприклад, голосуватиме за закони, ним підготовлені?
- Хто дає гарантію, що технократи ухвалюють рішення, які об'єктивно кращі? Яким чином вони забезпечують зворотній зв'язок з тими групами суспільства, на які їхні рішення впливають?

Ці дилеми не применшують важливість урядування чесних експертів. Але вони свідчать про те, що ситуація може бути складнішою, ніж за ідеальних умов.

## Історія терміна
Термін технократія походить від грецьких слів τέχνη, техне, що означає вміння та κράτος, кратос, що означає владу, як в управлінні, або законах. Уільяму Генрі Сміту, каліфорнійському інженеру, зазвичай приписують винайдення слова технократія в 1919 році, щоб описати «правління людей, яке стало ефективним завдяки праці їхніх слуг, вчених та інженерів», хоча це слово раніше вживалося вже випадків. Сміт використовував термін Технократія у своїй статті «Технократія — шляхи та засоби досягнення промислової демократії» 1919 року в журналі «Промислове управління». Термін Сміта стосувався промислової демократії: руху за інтеграцію робітників у процес прийняття рішень за допомогою наявних фірм чи революції.
У 1930-х роках, під впливом Говарда Скотта та заснованого ним руху технократії, термін технократія означав прихід до влади «уряду шляхом прийняття технічних рішень», використовуючи енергетичні виміри вартості. Скотт запропонував замінити гроші енергетичними сертифікатами, номінованими в одиницях, таких як ерги або джоулі, еквівалентні в загальній сумі відповідному національному енергетичному бюджету, а потім розподіл цих сертифікатів порівну серед населення Північної Америки відповідно до наявності ресурсів.
Існує загальновживаний похідний термін технократ. Слово технократ може означати когось, хто здійснює державні повноваження через свої знання або «члена могутньої технічної еліти», або «когось, хто виступає за перевагу технічних експертів». МакДоннелл і Вальбруцці визначають прем'єр-міністра або міністра як технократа, якщо «під час його / її призначення в уряд він / вона: ніколи не обіймав державні посади під прапором політичної партії; не є офіційним членом жодної партії; і, як стверджується та має визнану позапартійний політичний досвід, який безпосередньо стосується ролі, яку займає уряд». У Росії Президент Росії часто призначав міністрів на основі політичного досвіду зовнішніх політичних кіл, і їх називали «технократами».

## Попередники
Можна стверджувати, що платонівська ідея царів-філософів являє собою своєрідну технократію, в якій державою керують ті, хто має спеціальні знання, в цьому випадку знання добра, а не наукового знання. Платонівське твердження полягає в тому, що ті, хто найкраще розуміє добро, повинні мати повноваження керувати державою, як вони вели її на шлях щастя. Хоча знання про добро відрізняється від знань про науку, правителі тут призначаються на основі певного розуміння технічної майстерності, а не демократичного мандату.
У XVII сторіччі ідея використання наукових знань для управління суспільством отримала розвиток у працях Френсіса Бекона та Томмазо Кампанелли. Однак це ще було лише натяком на технократичні ідеї, котрі з'явились лише на певній стадії суспільного розвитку.
До того, як був введений термін технократія, технократичні або квазітехнократичні ідеї, що стосуються управління, технічними експертами пропагувались різними людьми, особливо ранньосоціалістичними теоретиками, такими як Анрі де Сен-Сімон. Це виражалося віруванням у державну власність над економікою, при цьому функція держави трансформувалась із чисто філософського правління над людьми в наукове управління речами та керування процесами виробництва під науковим керівництвом. За словами Даніеля Белла:
|  | «Бачення Сент-Саймона індустріального суспільства, бачення чистої технократії, було системою планування та раціонального порядку, в якому суспільство визначало б свої потреби та організовувало виробничі фактори для їх досягнення». |

Цитуючи ідеї Сент-Саймона, Белл приходить до висновку, що «управління речами» за допомогою раціонального судження є ознакою технократії.
Олександр Богданов, російський вчений і теоретик соціальних наук, також передбачив концепцію технократичного процесу. Як художня література Богданова, так і його політичні праці, які мали великий вплив, свідчать про те, що він очікував, що революція проти капіталізму, що прийде, призведе до технократичного суспільства.
З 1913 до 1922 року Богданов занурився у написання тривалого філософського трактату оригінальних ідей «Тектологія: Універсальна організаційна наука». Тектологія передбачила багато основних ідей системного аналізу, пізніше досліджених кібернетикою. У тектології Богданов запропонував об'єднати всі соціальні, біологічні та фізичні науки, розглядаючи їх як системи взаємозв'язків і шукаючи організаційні принципи, що лежать в основі всіх систем.

## Характеристика
Технократи — це особи з технічною підготовкою та професіями, які сприймають багато важливих суспільних проблем як вирішувані за допомогою прикладного використання технологій та пов'язаних з ними програм. Адміністративний учений Гуннар К.А. Нялссон висуває теорію, що технократи насамперед керуються їхнім когнітивним «мисленням для розв'язання проблем» і лише частково певними інтересами професійних груп. Їхня діяльність та наростальний успіх їхніх ідей вважаються вирішальним фактором сучасного поширення технологій та значною мірою ідеологічної концепції «інформаційного суспільства». Технократів можна відрізнити від «еконократів» і «бюрократів», чиє мислення для розв'язання проблем відрізняється від мислення технократів.

### Приклади
У 2013 році брифінг Європейського Союзу щодо його законодавчої структури назвав Комісію «технократичною владою», що має «законодавчу монополію» на процес законотворчості ЄС. На брифінгу висловлюється припущення, що ця система, яка передає Європарламенту орган, що ветує та вносить зміни, «спочатку коренилася в недовірі до політичного процесу в повоєнній Європі». Ця система є незвичною, оскільки єдиним правом законодавчої ініціативи Комісії є повноваження, як правило, пов'язані з парламентами.
Колишній уряд Радянського Союзу називали технократією. Радянські лідери, такі як Леонід Брежнєв, часто мали технічну освіту; у 1986 р. 89% членів Політбюро були інженерами.
Колись лідери Комуністичної партії Китаю були в основному професійними інженерами. В результаті опитування мера та губернатора міста з населенням 1 мільйон і більше в Китаї понад 80% часто мали технічну освіту. П'ятирічні плани Народної Республіки Китаю дозволили їм заздалегідь планувати в технократичні нахили для побудови проектів, таких як мережа швидкісних автодоріг Китаю, високошвидкісна залізнична система Китаю, і дамба «Три ущелини». Однак під керівництвом генерального секретаря партії Сі Цзіньпіна, інженерів здебільшого замінили політичні експерти, економісти та теоретики; Сам Сі є єдиним, хто має диплом інженера в поточному Постійному комітеті Політбюро.
Деякі уряди європейських парламентських демократій отримали ярлик «технократичні» на основі участі невибраних експертів («технократів») на видатних посадах. Починаючи з 1990-х років, в Італії було кілька таких урядів (італійською мовою — governo tecnico) під час економічної чи політичної кризи, включаючи формування, в якому економіст Маріо Монті очолював уряд професіоналів. Термін «технократичний» застосовувався до урядів, де кабінет обраних професійних політиків очолює невибраний прем'єр-міністр, як, наприклад, у випадку з грецьким урядом 2011-2012 років на чолі з економістом Лукасом Пападімосом та Тимчасовим урядом Чеської Республіки 2009–2010, яким керував головний державний статистик Ян Фішер. У грудні 2013 року в рамках національного діалогу, якому сприяв Квартет туніського національного діалогу, політичні партії в Тунісі домовились встановити технократичний уряд на чолі з Мехді Джомою.
У статті «Технократи: розуми як машини» зазначено, що Сінгапур — чи не найкраща реклама технократії: політична та експертна складові системи управління там, схоже, повністю злилися. Це було підкреслено у статті «Сюжетною мережею» Сенді Сандфорта 1993 року, де він описує систему інформаційних технологій острова навіть на той ранній час, роблячи його ефективно розумним.

### Конфлікт проєктів та попиту
Слідом за Семюелем Хабером Дональд Стейбіл стверджує, що інженери стикалися з конфліктом між фізичною ефективністю та економічною ефективністю в нових корпоративних капіталістичних підприємствах кінця XIX століття в США. Менеджери фірм, в яких працюють інженери, не орієнтовані на прибуток, через своє уявлення про ринковий попит часто накладають обмеження на проєкти, які інженери бажають здійснити.
Ціни на всі вхідні матеріали змінюються залежно від ринкових сил, що порушує ретельні розрахунки інженера. В результаті інженер втрачає контроль над проєктами та повинен постійно переглядати плани. Щоб зберегти контроль над проєктами, інженер повинен спробувати здійснити контроль над цими зовнішніми змінними та перетворити їх на постійні фактори.

## Рух технократії
Американський економіст і соціолог Торстейн Веблен був раннім прихильником технократії та був залучений у Технічний Альянс, як Говард Скотт і Меріон Кінг Габберт (який згодом розробив теорію піку нафти). Веблен вважав, що технологічний розвиток з часом призведе до соціалістичної організації економічних справ. Веблен розглядав соціалізм як одну проміжну фазу в тривалому еволюційному процесі в суспільстві, що відбуватиметься завдяки природному занепаду системи підприємницької діяльності та винахідливості інженерів. Даніель Белл бачить спорідненість між Вебленом і рухом Технократії.
У 1932 році Говард Скотт і Маріон Кінг Хабберт заснували Technocracy Incorporated та запропонували замінити гроші енергетичними сертифікатами. Група стверджувала, що аполітичним, раціональним інженерам слід наділити повноваження, спрямовуючи економіку на термодинамічно збалансоване навантаження на виробництво та споживання, позбавляючи тим самим безробіття та боргів.
Рух технократії був надзвичайно популярним у США протягом короткого періоду на початку 1930-х років, під час Великої депресії. До середини 30-х років інтерес до руху знижувався. Деякі історики пояснюють занепад руху технократії піднесенням «Нового курсу» Рузвельта.
Історик Вільям Е. Акін відкидає висновок про те, що ідеї технократії занепали через привабливість Рузвельта та Нового курсу. Натомість Акін стверджує, що рух занепав у середині 1930-х років внаслідок відмови технократів розробити «життєздатну політичну теорію для досягнення змін». Акін постулює, що багато технократів залишалися незадоволеними і часто прихильно ставляться до зусиль третіх сторін, спрямованих проти Нового курсу.

## Критика
Критики припускають, що існує «технократичний розрив» між керівним органом, який різною мірою контролюється технократами, та представниками широкої громадськості. Іншими словами, технократичний розділ — це «прогалини в ефективності, які зберігаються між керівними органами, що застосовують технократичні принципи, та представниками широкої громадськості, що мають на меті внести свій внесок у прийняття урядових рішень». Центральний виклик, який порушують ці розбіжності, полягає в тому, що технократи надають привілеї та аристократичність думкам і точкам зору технічних експертів, одночасно маргіналізуючи думки та точки зору широкої громадськості.
Оскільки великі транснаціональні технологічні корпорації (наприклад, FAANG) розширюються на ринку та підраховують кількість споживачів, критика технократичного уряду у 21 столітті бачить його прояв в американській політиці не як «авторитарний кошмар гноблення та насильства», а скоріше як піднесення «сірих кардиналів»: демократична інтрига продукована Марком Цукербергом та всією когортою керівників «Великих технологій». У своєму журналі «Технологія та культура» в статті «Технократичний образ і теорія технократії» 1982 року Джон Г. Ганнелл передбачливо пише: «... політика дедалі більше піддається впливу технологічних змін», з особливим посиланням на початок Довгого буму та появою Інтернету після рецесії 1973-1975. Далі Ганнель додає три рівні аналізу, які окреслюють політичний вплив технологій: 1)«політична влада прагне тяжіти до технологічних еліт»; 2) «технологія стала автономною» і, отже, непроникною для політичних структур; 3) «технологія (і наука) становлять нову ідеологію легітимізації», а також перемогою «трайбалізму, націоналізму, хрестоносного духу в релігії, фанатизму, цензури, расизму, переслідувань, імміграції та еміграції, мита й шовінізму». На кожному з трьох аналітичних рівнів Ганнелл передбачає проникнення технологічних процесів у політичні процеси та припускає, що переплутання двох (тобто технологій та політики) неминуче призведе до концентрації влади навколо тих, хто має передову технологічну підготовку, а саме технократів. Через сорок років після публікації творів Ганнелла технології та уряд, в кращу чи гіршу сторону, дедалі більше переплітаються. Сам по собі Facebook можна вважати технократичним мікросвітом, «технократичною національною державою», з населенням у кіберпросторі, яке перевершує будь-яку земну націю. У ширшому розумінні критики побоюються, що зростання мереж соціальних медіа (наприклад, Twitter, YouTube, Instragram, Pinterest), разом із «падінням загальної активності», загрожує «мережевому молодому громадянину «до непомітного примусу та індоктринації за допомогою алгоритмічних механізмів і, менш підступно, для переконання вірити певним кандидатам, що базується переважно на «залученні соціальних мереж».